# Pycreus fibrillosus
Pycreus fibrillosus là loài thực vật có hoa trong họ Cói. Loài này được (Kük.) Cherm. miêu tả khoa học đầu tiên năm 1932.